# Fentonia unicolor
Fentonia unicolor är en fjärilsart som beskrevs av Okano 1955. Fentonia unicolor ingår i släktet Fentonia och familjen tandspinnare. Inga underarter finns listade i Catalogue of Life.